# Roejen (Boergas)
Roejen, Roejen of Ruen (Bulgaars: Руен) is een dorp in de Bulgaarse oblast Boergas. Het is de hoofdplaats van de gelijknamige gemeente Roejen.

## Gemeente Roejen
De gemeente Roejen bestaat uit 41 dorpen met in totaal 29.101 inwoners (in 2011). De meeste plaatsen hadden tot het jaar 1934 een Turkse naam.
| dorp Roejen         | село Руен          | Ulanlı (Oğlanlı)          | 2.261  |
| dorp Ljoeljakovo    | село Люляково      | Kiremitlik                | 1.717  |
| dorp Planinitsa     | село Планиница     | Çepelce                   | 1.549  |
| dorp Prosenik       | село Просеник      | Buruncuk                  | 1.459  |
| dorp Tranak         | село Трънак        | Dikenlik (Tekenlik)       | 1.298  |
| dorp Jabaltsjevo    | село Ябълчево      | Alma Dere                 | 1.198  |
| dorp Razjitsa       | село Ръжица        | Çavdarlık                 | 1.150  |
| dorp Zajtsjar       | село Зайчар        | Göcenler (Gücenler)       | 1.132  |
| dorp Snjagovo       | село Снягово       | Resiller                  | 1.106  |
| dorp Dobromir       | село Добромир      | Kayrak Mahalle            | 1.089  |
| dorp Vresovo        | село Вресово       | Eres Ova köy              | 1.001  |
| dorp Toptsjijsko    | село Топчийско     | Topçu Köy (Topçu Mahalle) | 905    |
| dorp Retsjitsa      | село Речица        | Gerdeme Dere Köy          | 830    |
| dorp Daskotna       | село Дъскотна      | ışkotna                   | 825    |
| dorp Razbojna       | село Разбойна      | Harami Dere               | 817    |
| dorp Tsjersja       | село Череша        | İçme Vakıf                | 751    |
| dorp Dobra Poljana  | село Добра поляна  | Bayram Alan               | 706    |
| dorp Struja         | село Струя         | Hacı Mahalle              | 672    |
| dorp Skalak         | село Скалак        | Sarı Kaya                 | 620    |
| dorp Bilka          | село Билка         | Çiftlik Mahalle           | 602    |
| dorp Sokolets       | село Соколец       | Doğan Kaya                | 599    |
| dorp Mrezjitsjko    | село Мрежичко      | Yusuf Çobanlar            | 540    |
| dorp Karaveljovo    | село Каравельово   | Karaveliler               | 498    |
| dorp Preobrazjentsi | село Преображенци  | Nadar                     | 475    |
| dorp Jasenovo       | село Ясеново       | Gerdeme köyu              | 468    |
| dorp Zaimtsjevo     | село Заимчево      | İçmen Zeamet              | 455    |
| dorp Pripek         | село Припек        | Aciz Dar                  | 446    |
| dorp Rozjden        | село Рожден        | Nadırlar (Çoban Köy)      | 421    |
| dorp Listets        | село Листец        | Karalar (Kara Aliler)     | 419    |
| dorp Roeptsja       | село Рупча         | Rupça (Urupça)            | 418    |
| dorp Snezja         | село Снежа         | Sapaca                    | 370    |
| dorp Sini Rid       | село Сини рид      | Çelebi Köy                | 360    |
| dorp Podgorets      | село Подгорец      | Büyük Hediyatlar          | 349    |
| dorp Sredna Mahala  | село Средна махала | Orta Mahalle              | 327    |
| dorp Sjivarovo      | село Шиварово      | Boğaz Dere (Ustovo)       | 270    |
| dorp Dropla         | село Дропла        | Toy köy                   | 262    |
| dorp Visjna         | село Вишна         | Boyalar                   | 256    |
| dorp Roedina        | село Рудина        | Halvacı Köy (Halvacık)    | 239    |
| dorp Kamenjak       | село Каменяк       | Taşlı Köy (Taşlık)        | 229    |
| dorp село Дюля      | dorp Djulja        | Ayvacık Dere Köy          | 0      |
| dorp Zvezda         | село Звезда        | Ayvacık                   | 0      |
| gemeente Roejen     | община Руен        | -                         | 29.101 |

## Bevolking
Volgens de volkstelling van 2011 wonen er 29.101 mensen in de gemeente Roejen. Volgens meest recente cijfers wonen er inmiddels 28.058 mensen.

#### Leeftijdsopbouw
De gemeente Roejen heeft een relatief jonge bevolking vergeleken met de rest van Bulgarije. 
| Leeftijdsopbouw van de gemeente Roejen (31.12.2017) | Leeftijdsopbouw van de gemeente Roejen (31.12.2017) | Leeftijdsopbouw van de gemeente Roejen (31.12.2017) |
| --------------------------------------------------- | --------------------------------------------------- | --------------------------------------------------- |
| Leeftijdscategorie                                  | Aantal                                              | %                                                   |
| 0-4 jaar                                            | 1.515                                               | 5,4                                                 |
| 5-9 jaar                                            | 1.642                                               | 5,9                                                 |
| 10-14 jaar                                          | 1.752                                               | 6,2                                                 |
| 15-19 jaar                                          | 1.390                                               | 5,0                                                 |
| 20-24 jaar                                          | 1.502                                               | 5,4                                                 |
| 25-29 jaar                                          | 1.988                                               | 7,1                                                 |
| 30-34 jaar                                          | 2.007                                               | 7,2                                                 |
| 35-39 jaar                                          | 2.281                                               | 8,1                                                 |
| 40-44 jaar                                          | 2.259                                               | 8,1                                                 |
| 45-49 jaar                                          | 2.155                                               | 7,7                                                 |
| 50-54 jaar                                          | 1.836                                               | 6,5                                                 |
| 55-59 jaar                                          | 1.781                                               | 6,3                                                 |
| 60-64 jaar                                          | 1.760                                               | 6,3                                                 |
| 65-69 jaar                                          | 1.520                                               | 5,4                                                 |
| 70-74 jaar                                          | 1.094                                               | 3,9                                                 |
| 75-79 jaar                                          | 878                                                 | 3,1                                                 |
| 80 jaar en ouder                                    | 698                                                 | 2,5                                                 |
| totaal                                              | 28.058                                              | 100,0                                               |

Op 31 december 2017 is circa 18% van de bevolking jonger dan 15 jaar, 68% is tussen de 15 en 64 jaar oud en ongeveer 15% is 65 jaar of ouder. 

#### Etnische samenstelling
In tegenstelling tot de rest van Bulgarije bestaat de bevolking van de gemeente Roejen voornamelijk uit etnische Turken. Volgens de volkstelling van 2011 vormen de Bulgaarse Turken ongeveer 87% van de bevolking van de gemeente Roejen. In elk dorp in de gemeente Roejen vormen etnische Turken de grootste bevolkingsgroep. De gemeente Roejen heeft daardoor een van de hoogste concentraties van etnische Turken in Bulgarije.
De etnische Bulgaren vormen slechts 7% van de bevolking van Roejen. Zij vormen de grootste minderheid in de dorpen Prosenik, Ljoeljakovo en Daskotna.
Ongeveer 5% van de bevolking bestaat uit de Roma. Zij wonen uitsluitend in twee dorpen: Vresovo (42%) en Roejen (34%). 

#### Religieuze samenstelling
Opvallend is dat bijna 88% van de bevolking islamitisch is, terwijl de rest van Bulgarije vooral orthodox is. Minder dan 6% is lid van de Bulgaars-Orthodoxe Kerk. Er wonen ook een kleine aantal katholieken en protestanten.